# Доулю
Доулю (кит. упр. 斗六市, пиньинь Dǒuliù Shì, палл. Тоулео) — город в Китайской Республике, административный центр уезда Юньлинь. Через город проходит национальная скоростная автодорога 3.
Площадь 93.72 км². Население 103,425 человек (2003).

## История

### Китайская Республика
25 декабря 1981 года Доулю был преобразован из городского поселения в город окружного значения.

## Образование
- Юньлиньский национальный университет науки и технологии (國立雲林科技大學)
- Всемирный институт технологии (環球技術學院)

## Праздники
- Юньлиньский оранжевый фестиваль культуры (雲林柳橙文化節)
- Грейпфрутовый карнавал (文旦嘉年華會)
- Бэйганский международный музыкальный фестиваль (北港國際音樂文化藝術節), который проводит концерты по всему уезду, в частности, в Доулю.

## Спорт
- Бейсбольный стадион в Доулю.